# Die Flucht vor der Liebe oder Eine Gefahr für die Gesellschaft
Die Flucht vor der Liebe oder Eine Gefahr für die Gesellschaft, oftmals nur unter dem Kurztitel Die Flucht vor der Liebe geführt, ist ein 1916 entstandenes dänisches Stummfilmdrama von Robert Dinesen mit Valdemar Psilander in der Hauptrolle.

## Handlung
Der angesehene Arzt Prof. William Sheldon (Hildal) ist bereits nach nur einem halben Jahr Ehe zum Witwer geworden. Als er in seinem Haus an ihrem blumengeschmückten Sarg Trauerandacht hält, spricht ihn ein fremder Mann an. Er nennt sich John Payne (Robert Hamson) und bittet den berühmten Mediziner darum, seiner Tochter Alice (Edda) zu helfen, die an schweren Problemen mit ihrer Luftröhre leidet. Sheldon begleitet Payne zu dessen Haus und kann im letzten Moment durch einen chirurgischen Eingriff Alice vor dem Erstickungstod retten. Als Sheldon zu sich daheim zurückkehrt, brennt sein Anwesen lichterloh: Eine der Kerzen am Sarg war umgefallen und hatte selbigen in Brand gesetzt bis schließlich das ganze Haus Feuer fing. Sheldon erleidet daraufhin einen schweren Nervenzusammenbruch und fällt dem Wahnsinn anheim.
Ein Jahr ist seit diesen Vorgängen ins Land gegangen, und Sheldon musste sich einer psychiatrischen Behandlung unterziehen. Nun hält er sich zur Nachbehandlung in einem Sanatorium auf. Dort trifft er auf die von ihm gerettete Alice, die kurz vor ihrer vollständigen Genesung steht. Man kommt sich näher, und zwischen Alice und ihrem Lebensretter Sheldon entwickeln sich zarte Bande. Alice muss erkennen, dass ihr Professor noch längst nicht so weit ist wie sie und unter schweren Störungen leidet. Die Erinnerung an den brennenden Sarg mit seiner darin liegenden, verstorbenen Frau hat in ihm den Zwang ausgelöst, selbst zum Pyromanen zu werden und andauernd Brände zu legen. Sheldon kann einmal seinen Aufpassern entfliehen und beginnt erneut zu zündeln. Als er wieder eingefangen wird, sperrt die Anstaltsleitung den als hoffnungslosen Fall gebrandmarkten Arzt kurzerhand weg. Doch ihre tief empfundene Zuneigung lässt Alice sich nunmehr ganz ihrem Lebensretter von einst zuwenden, und dank ihrer selbstlosen Hingabe und aufopferungsvollen Liebe kann William Sheldon von seiner Seelenpein befreit werden und vollständig genesen. An der Seite seiner zukünftigen Gattin und ihres Vaters begibt man sich auf eine lange Seereise, um die Gespenster der Vergangenheit endgültig loszuwerden.

## Produktionsnotizen
Die Flucht vor der Liebe entstand mutmaßlich zum Jahresende 1915 und wurde wohl im darauffolgenden Jahr in Deutschland uraufgeführt. Im Januar 1917 ist eine Aufführung an den Kammerlichtspielen am Potsdamer Platz in Berlin nachweisbar. Im produzierenden Dänemark lief En fare for samfundet, so der Originaltitel, jedoch erst am 28. Januar 1918 im Kopenhagener Victoria Teatret an. Zu diesem Zeitpunkt war Hauptdarsteller Psilander bereits seit über zehn Monaten tot. Die Längenangaben divergieren zwischen 1145 und 1253 Metern.
Die je nach Quelle unterschiedlichen Rollennamen mögen damit zusammenhängen, dass die dänischen Namen diejenigen für das heimische Publikum und die englischsprachigen die für die internationalen Kinozuschauer genommen wurden.
Für die sehr viel sittenstrengeren Vereinigten Staaten und das (zaristische) Russland wurden Filmenden gedreht, die deren Moral, dass ein Sünder und Brandstifter wie Sheldon/Hildal nicht ungesühnt in ein neues Glück aufbrechen dürfte, entgegenkam. Dieses Ende sah vor, dass der Professor, von der Polizei gejagt, bei seiner letzten Brandlegung in einer Scheune im Feuer umkommt.